# Silveiras (Montemor-o-Novo)
Silveiras era una freguesia portuguesa del municipio de Montemor-o-Novo, distrito de Évora.

## Historia
Fue suprimida el 28 de enero de 2013, en aplicación de una resolución de la Asamblea de la República portuguesa promulgada el 16 de enero de 2013 al unirse con las freguesias de Nossa Senhora da Vila y Nossa Senhora do Bispo, formando la nueva freguesia de Nossa Senhora da Vila, Nossa Senhora do Bispo e Silveiras.